# Rychloměr

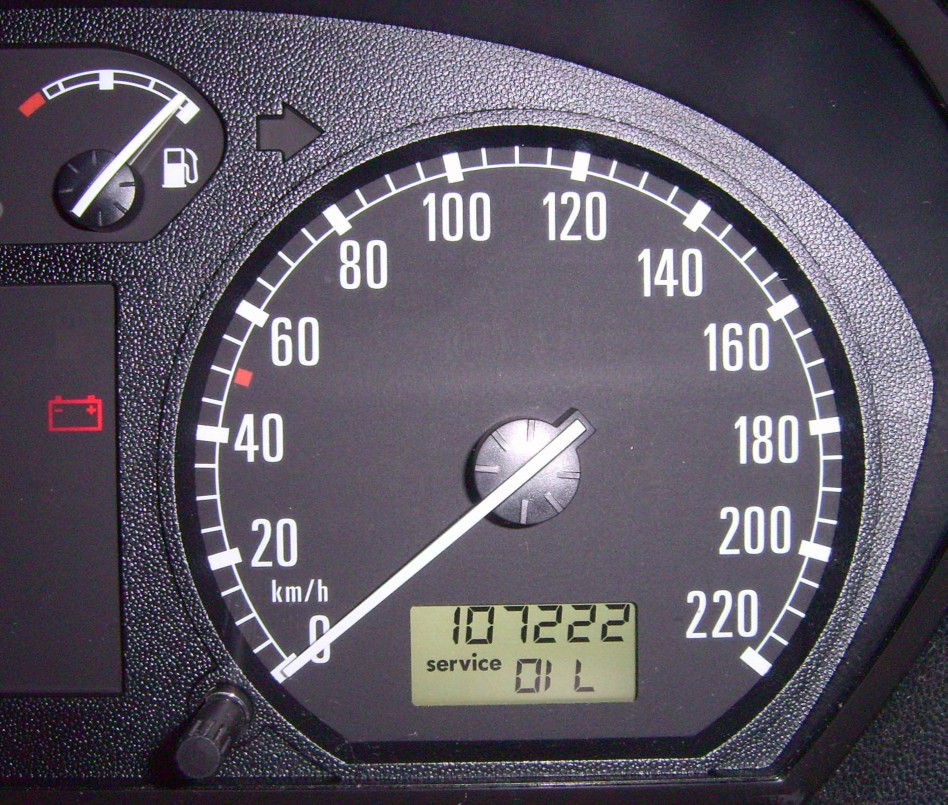
Rychloměr

Rychloměr (tachometr) je zařízení na měření rychlosti vozidel. Často bývá sdružen s hodometrem, počítadlem ujetých kilometrů. Nezřídka je zaměňován s termínem tachometr, který je, alespoň u vozidel, ve skutečnosti otáčkoměrem.[zdroj?] U jízdních kol se někdy používá termín cyklistický počítač, protože takový přístroj obvykle nabízí ještě další funkce.
V letectví se pro měření rychlosti letadel používá místo rychloměru letecký rychloměr, který pracuje na jiném principu.

## Historie
Rychloměr vynalezl v roce 1888 chorvatský profesor Josip Belušić a v tehdejším Rakousko-Uhersku byl patentován pod názvem velocimetr. Tato dnes běžná součást výbavy motorových vozidel začala být do automobilů na přání montována počátkem 20. století a do standardní výbavy byla zařazena po roce 1910. Až do 80. let minulého století se v automobilech používal klasický přístroj s mechanickým převodem, poté se objevily i přístroje elektronické.

## Princip měření

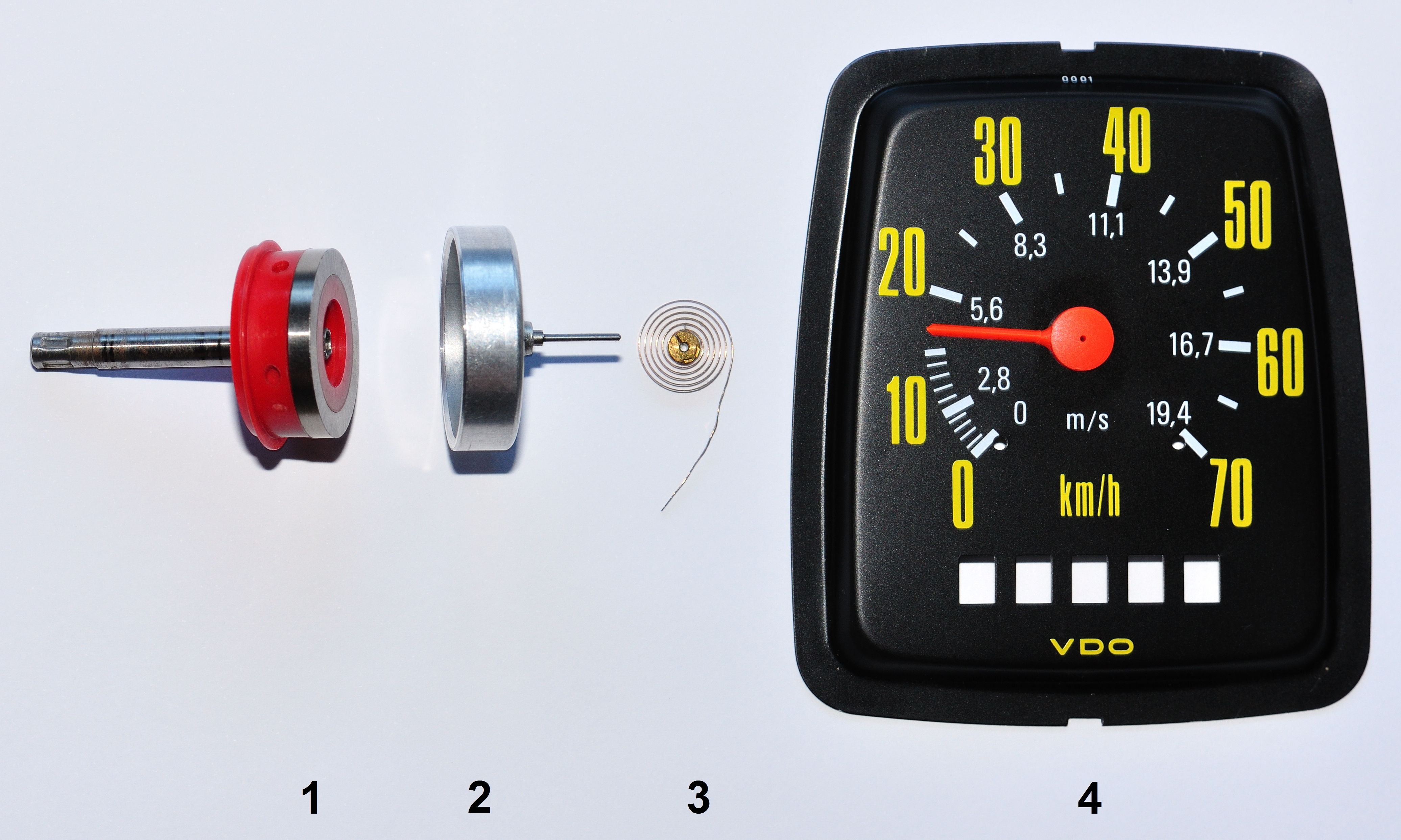
Součástky rychloměru: otočný magnet, kalíšek a pružinka. Vpravo jednoduchý cyklistický rychloměr

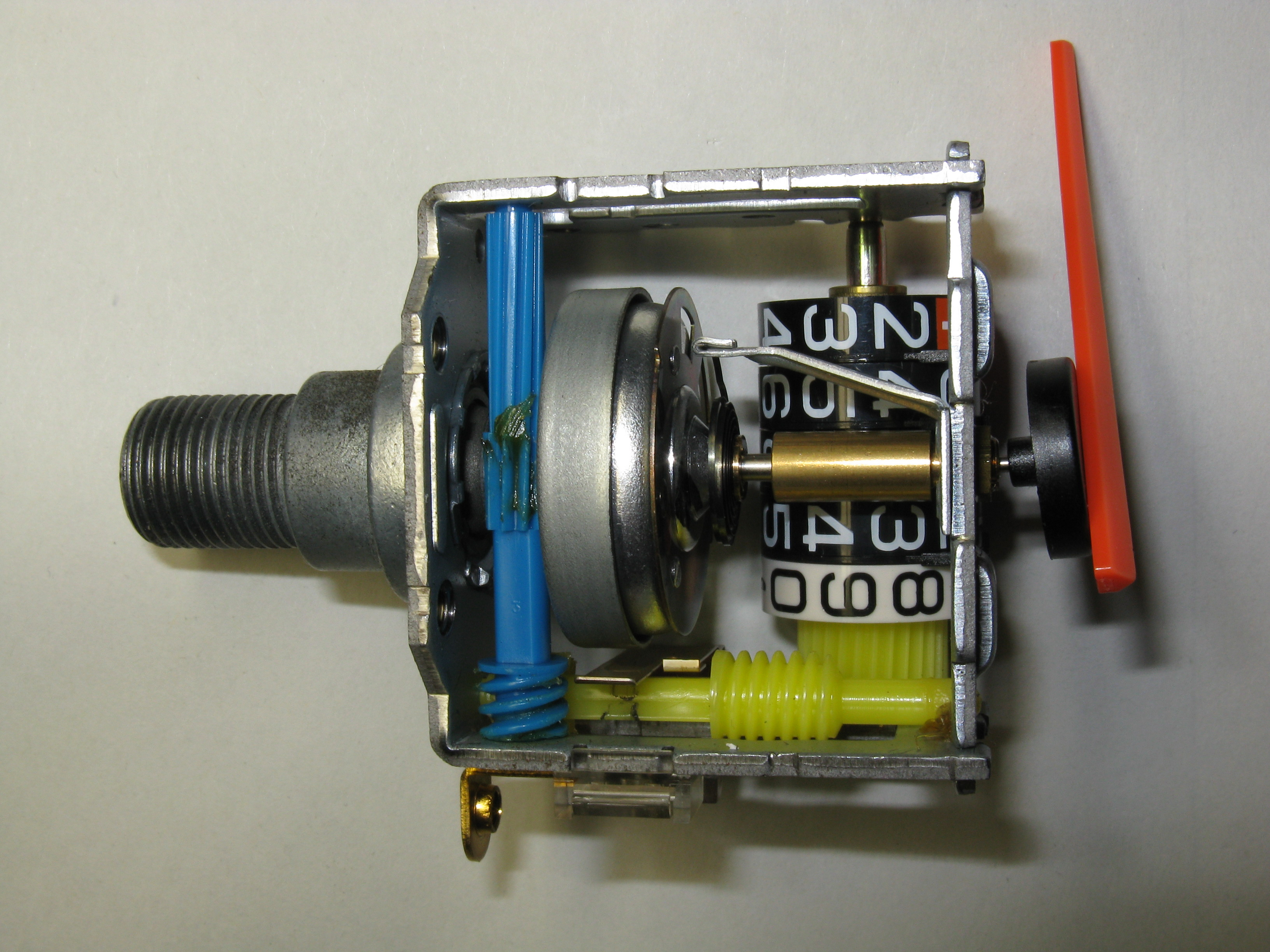
Rychloměr Honda s počítadlem kilometrů

Klasické rychloměry jsou založeny na měření či počítání otáček za jednotku času. Otáčení kol se přenáší ohebným hřídelem do vlastního rychloměru. Nejstarší rychloměry pracovaly na principu odstředivé síly, která je úměrná rychlosti otáčení (takovým způsobem snímá otáčky stroje Wattův odstředivý regulátor). Vynález profesora Belušiče spočíval v tom, že k měřenému hřídeli je připojen permanentní magnet, který se otáčí v hliníkovém kalíšku. Otáčející se magnet v něm budí vířivé proudy, které kalíšek unášejí silou, úměrnou rychlosti otáčení. Na kalíšku je upevněna ručka a do nulové polohy jej vrací jemná pružina.
Moderní elektronické rychloměry obvykle počítají elektrické pulzy, které vznikají otáčením měřeného hřídele a přenášejí se do měřicího zařízení. Počet pulzů za jednotku času je přímo úměrný rychlosti otáčení hřídele, a pokud se převody ani průměry kol (resp. pneumatik) nemění, lze z rychlosti otáčení vypočítat obvodovou rychlost kol. Indikace může být analogová, ručkou na kruhové stupnici, může být sloupcová anebo číselná na displeji.
Jiný způsob elektronického měření rychlosti je založen na měření polohy pomocí GPS: změna polohy za jednotku času je přímo úměrná rychlosti.